# Sanguisorba
Genre
Classification APG II (2003)
Sanguisorba (les sanguisorbes) est un genre de plantes à fleurs de la famille des Rosaceae.
Ce sont des plantes herbacées vivaces.

## Liste des espèces
Selon ITIS (8 mai 2021) :
- Sanguisorba albanica András. & Jáv.
- Sanguisorba canadensis L.
- Sanguisorba hybrida (L.) Nordborg
- Sanguisorba menziesii Rydb.
- Sanguisorba minor Scop.
- Sanguisorba officinalis L.
- Sanguisorba stipulata Raf.
- Sanguisorba tenuifolia Fisch. ex Link

Espèces au Canada :
- Sanguisorba canadensis
- Sanguisorba officinalis